# Dominik Chodźko
Dominik Chodźko (ur. 1796, zm. 1863) – polsko-białoruski wydawca i biograf.
Był autorem biografii Kazimierza Brodzińskiego, Leona Borowskiego i Adama Czarnockiego.